# كول أوف ديوتي: مودرن وورفير 2 (لعبة فيديو 2022)
كول أوف ديوتي: مودرن وورفير 2 (بالإنجليزية: Call of Duty: Modern Warfare II) هي لعبة فيديو تصويب منظور الشخص الأول طورتها إنفنتي وورد ونشرتها أكتيفجن، تم إصدارها في 28 أكتوبر 2022 وهي تكملة للعبة كول أوف ديوتي: مودرن وورفير من سلسلة كول أوف ديوتي.و تتكلم قصتها عن الحرب بين عصابات المكسيكيه مع ايران ضد امريكا